# ۳-متیل‌پنتان
۳-متیل‌پنتان (به انگلیسی: 3-Methylpentane) یک ترکیب شیمیایی با شناسه پاب‌کم ۷۲۸۲ است. شکل ظاهری این ترکیب، مایع شفاف بی‌رنگ است.